# Rue Hervé-Guibert
La rue Hervé Guibert est une voie du 14e arrondissement de Paris, ouverte en 2013.

## Situation et accès
On accède à la voie par la rue des Arbustes et la promenade Jane-et-Paulette-Nardal.
Ce site est desservi par la ligne 13 à la station de métro Porte de Vanves.

## Origine du nom
La rue doit son nom au photographe et écrivain français Hervé Guibert (1955-1991).

## Historique
Le Conseil de Paris décide de rendre hommage à Hervé Guibert dès 2012. La consultation a eu lieu dans le cadre du 20e anniversaire du décès de l'artiste.
Une nouvelle voie était projetée dans le cadre de l’aménagement du secteur de l’hôpital Broussais sous le nom provisoire de voie BS/14. En 2013, elle prend le nom d'Hervé Guibert par délibération du Conseil de Paris.